# كأس الأمير 1995–96
أقيمت بطولة كأس الأمير الرابعة والثلاثون في موسم 1995/1996، وقد شارك في هذه البطولة جميع الفرق.

## الفرق المشاركة
- نادي خيطان
- نادي النصر الكويتي
- نادي الفحيحيل
- نادي الصليبيخات
- نادي الجهراء
- نادي الساحل الكويتي
- نادي القادسية الكويتي
- نادي الشباب الكويتي
- نادي الكويت
- نادي التضامن الكويتي
- نادي العربي الكويتي
- نادي اليرموك
- نادي السالمية
- نادي كاظمة

## الدور التمهيدي
- نادي خيطان × نادي النصر الكويتي (0:1)
- نادي الفحيحيل × نادي الصليبيخات (1:4)
- نادي الجهراء × نادي الساحل الكويتي (1:2)
- نادي القادسية الكويتي × نادي الشباب الكويتي (2:4)
- نادي الكويت × نادي التضامن الكويتي (0:3)
- نادي العربي الكويتي × نادي اليرموك (0:1)

## الدور الربع نهائي
- نادي العربي الكويتي × نادي الكويت (0:1)
- نادي السالمية × نادي خيطان (1:2)
- نادي الجهراء × نادي الفحيحيل (2:4)
- نادي القادسية الكويتي × نادي كاظمة (1:2)

## الدور النصف نهائي
- نادي العربي الكويتي × نادي القادسية الكويتي (6:7) ضربات جزاء ترجيحية.
- نادي الجهراء × نادي السالمية (0:2)

## مباراة تحديد المركزين الثالث والرابع
- نادي السالمية × نادي القادسية الكويتي (3:4)

## النهائي
- نادي العربي الكويتي × نادي الجهراء (1:2)

سجل هدفي العربي :
- توفيق بلاغة
- حسين الفيلكاوي

سجل هدف الجهراء :
- فهد علي

## هداف البطولة
- عبد العزيز عاشور (العربي) وعبيد الشمري (القادسية) ومحمد جاسم (القادسية) 3 أهداف.